# Matrice de conformité
Une matrice de conformité est utilisée dans les analyses de réponses à appel d'offres ou dans tout projet en cours pour qualifier la correspondance entre ce qui est ou a été demandé (en termes d'exigences) et ce qui est, respectivement, proposé ou qui est finalement réalisé. La matrice est généralement organisée ainsi :
- en ligne : chaque exigence (souvent numérotée ou codifiée),
- en colonnes : le statut de conformité et les observations. C'est-à-dire, pour chaque exigence l'indication de la conformité : complète (C), partielle (PC), ou non-conformité (NC) et les observations qui expliquent l'indication.

Par extension, et selon les domaines d'activité, la matrice peut inclure des critères tels que fonction, prix, délais etc.